# Kendi Rosales
Kendi Marisela Rosales Madrid (* 3. April 1990) ist eine honduranische Leichtathletin, die sich auf den Sprint spezialisiert hat.

## Sportliche Laufbahn
Erste internationale Erfahrungen sammelte Kendi Rosales im Jahr 2014, als sie bei den Zentralamerikameisterschaften in Tegucigalpa in 12,64 s den vierten Platz im 100-Meter-Lauf belegte und über 200 Meter in 25,55 s die Bronzemedaille hinter der Panamaerin Ruth-Cassandra Hunt und Shantely Scott aus Costa Rica gewann. Im Jahr darauf belegte sie bei den Zentralamerikameisterschaften in Managua in 12,54 s bzw. 25,73 s jeweils den siebten Platz über 100 und 200 Meter und erreichte im 400-Meter-Lauf in 60,11 s Rang vier. 2017 gewann sie bei den Zentralamerikameisterschaften in Tegucigalpa in 12,73 s die Bronzemedaille über 100 Meter hinter der Panamaerin Natalie Aranda und sicherte sich im 200-Meter-Lauf in 25,44 s die Silbermedaille hinter der Belizerin Samantha Dirks. Im Dezember wurde sie bei den Zentralamerikaspielen in Managua in 12,39 s Fünfte über 100 Meter und erreichte über 200 Meter in 25,25 s Rang vier, während sie sich über 400 Meter in 58,21 s auf dem vierten Platz klassierte. Bei den Leichtathletik-Hallenweltmeisterschaften 2018 in Birmingham schied sie im 60-Meter-Lauf mit 8,18 s in der ersten Runde aus. Anschließend gewann sie bei den Zentralamerikaspielen in Guatemala-Stadt in 25,43 s die Bronzemedaille über 200 Meter hinter Samantha Dirks aus Belize und Rosa Baltazar aus Guatemala und erreichte über 100 Meter in 12,51 s Rang fünf. 2020 belegte sie bei den Zentralamerikameisterschaften in San José in 12,94 s bzw. 25,82 s jeweils den vierten Platz über 100 und 200 Meter und gewann im 400-Meter-Lauf in 62,18 s die Bronzemedaille hinter der Costa Ricanerin Daniela Rojas und Leyka Archibold aus Panama.

## Persönliche Bestzeiten
- 100 Meter: 12,39 s (+0,9 m/s), 9. Dezember 2017 in Managua
  - 60 Meter (Halle): 8,18 s, 2. März 2018 in Birmingham
- 200 Meter: 25,25 s (−1,7 m/s), 10. Dezember 2017 in Managua
- 400 Meter: 58,21 s, 12. Dezember 2017 in Managua